# Ichneumon aeolothorax
Ichneumon aeolothorax är en stekelart som beskrevs av Lichtenstein 1796. Ichneumon aeolothorax ingår i släktet Ichneumon och familjen brokparasitsteklar. Inga underarter finns listade i Catalogue of Life.